# 516 Arouca
516 Arouca er med 516 m verdens længste hængebro for fodgængere. Den krydser floden Paiva og befinder sig i kommunen Arouca i hovedstadsområdet Porto i Portugal. Broens navn henviser til dens længde og kommunen, hvor den er placeret.
Broen overgår den hidtidige rekordholder, Charles Kuonen-hængebroen (de) på 494 m i Mattertal i Valais, Schweiz, som blev åbnet 29. juli 2017.
Broen åbnede for lokale beboere 29. april 2021 og 3. maj 2021 for den brede offentlighed. Billetter købes forud på internettet.

## Tekniske egenskaber[4]
- Spænd: 516 meter
- Højde over Paiva-floden: 175 meter
- Bredde: 1,20 meter
- Tårnhøjde: 35,5 meter
- Tårnbredde: 32 meter
- Materiale: stålkabler
- Pris: 1 800 000,00 €

- Broens sydvestlige ende
- Udsigt fra broen